# Olga Koszmak
Olga Aleksandrowna Koszmak (ros. Ольга Александровна Кошмак; ur. 12 marca 1974) – rosyjska zapaśniczka walcząca w stylu wolnym. Z pochodzenia Dagestanka. Srebrna medalistka mistrzostw Europy w 1996 roku.